# Pericoma solangensis
Pericoma solangensis és una espècie d'insecte dípter pertanyent a la família dels psicòdids que es troba a Àsia: l'Himàlaia, incloent-hi l'Índia.